# Fitchia mangarevensis
Fitchia mangarevensis là một loài thực vật có hoa thuộc họ Asteraceae. Nó chỉ được tìm thấy ở Polynesia thuộc Pháp và đã tuyệt chủng.